# Theodor Rohmer
Theodor Rohmer (* 24. Februar 1820 in Weißenburg in Bayern; † 1856) war ein politischer Publizist und Literat.

## Leben
Theodor Rohmer war der Bruder von Ernst Rohmer (1818–1897) und Friedrich Rohmer (1814–1856). Alle sechs Kinder verloren früh ihren Vater Pfarrer Johann David (1777–1828), der aus einer Bauern- und Handwerkerfamilie in Möhrendorf bei Erlangen stammte. Ihre Mutter Sophie (1793–1850) entstammte der württembergischen Gelehrtenfamilie Planck und der Friederike Helene Mack, eine Verwandte von Karl Mack von Leiberich (1752–1828), einem österreichischen General und Feldmarschall-Leutnant.
Theodor wuchs nach dem Tod seines Vaters Johann David (1777–1828) mit seinem Bruder Ernst  in der Familie des Philosophen, Theologen und Konsistorialrats Friedrich Immanuel Niethammer, später Ritter von Niethammer (1766–1848) in München auf, wo die Geschwister zusammen mit den Kindern des Juristen, königlich bayerischer Staatsrates und Oberkonsistorialpräsidenten Karl Johann Friedrich von Roth (1780–1852) unterrichtet wurden. 1836 schloss er das (heutige) Wilhelmsgymnasium München mit sehr guten Ergebnissen ab. Das 1837 an der Universität Erlangen begonnene Theologiestudium brach er jedoch ebenso wie das 1839 an der Universität München begonnene Philosophiestudium ab. Sein älterer Bruder Ferdinand Rohmer schrieb sich 1832 an der Universität München zum Studium der Philosophie ein und entwickelte sich zu einem konservativen Philosophen und Politiker.
Mit 21 Jahren zog Theodor mit seinem Bruder Friedrich Rohmer (1814–1856) nach Zürich. Vor allem Friedrich war ab 1841 Wortführer der Katholisch-Konservativen Partei und publizierte vor allem in deren Parteiorgan „Beobachter aus der östlichen Schweiz“. Gottfried Keller schmähte in der Jesuitenschelte die „hurensohn(rohmerliche) Politik“. Nach liberalen Presseangriffen gegen seine Umtriebe musste Friedrich 1843 die Schweiz wieder verlassen. 1848 machte er sich das Anliegen des vierten Standes zu eigen, indem er einen Ständestaat mit einer Machtbalance der Stände vorschlug. Später wandte er sich gegen Reaktion und Ultramontanismus.
Von Friedrich Rohmers  Genialität wurde nicht nur sein jüngerer Bruder Theodor  angezogen. Zu Lebzeiten Friedrichs erschienen nur kleinere Schriften und Pamphlete, teils anonym oder unter dem Namen seines Bruders Theodor, darunter der erste von zwei geplanten Bänden über die politischen Parteien. Nach seinem Tode wurden mehrere Bücher aus Rohmers Notizen und aus Höreraufzeichnungen veröffentlicht, teils von seinem Zürcher Freund Johann Caspar Bluntschli.
Zwei Jahre später als Ferdinand zog sich 1844 auch Theodor aus Zürich zurück. Besonders nach 1850 veröffentlichte er mythisch-phantastische Schriften. Theodor und Friedrich starben im selben Jahr 1856. Theodor wurde nur 36 Jahre, sein Bruder Friedrich  nur 42 Jahre alt.

## Schmähung durch Karl Marx
Karl Marx schmähte in der Schrift Das kritische jüngste Gericht unter anderen auch Rohmer mit den Worten: Ihr werdet von Kriegen und Kriegsgeschrei hören. All dies muss in erster Linie geschehen. Denn es werden falsche Christi und falsche Propheten, Messieurs Buchez und Roux aus Paris, Herr Friedrich Rohmer und Theodor Rohmer aus Zürich steigen, und sie werden sagen: Hier ist Christus!...

## Werke
- Kritik des Gottesbegriffes von Theodor Rohmer
- Max Stirner:„Habt nur den Mut, destruktiv zu sein...“- Rezension von:Theodor Rohmer: Deutschlands Beruf in der Gegenwart. Zürich und Winterthur: Verlag des literarischen Comptoirs 1841 In: Die Eisenbahn. Ein Unterhaltungsblatt für die gebildete Welt (Leipzig), 4. Jg., Nr. 77/78 (28./30.12.1841), S. 307–308, 310–312
- Friedrich Rohmer’s Lehre von den Politischen Parteien. Erster Theil: Die Vier Parteien. Durch Theodor Rohmer. Beyel, Zürich 1844
- Kritik des Gottesbegriffs in den gegenwärtigen Weltansichten. von Rohmer Friedrich und Theodor Rohmer von Nördlingen, C. H. Beck (1856)
- Der Naturliche Weg Des Menschen Zu Gott (1858) von Theodor Rohmer von Kessinger Pub Co (22. Februar 2010)
- Gott Und Seine Schopfung (1857) von Theodor Rohmer von Kessinger Pub Co (18. April 2010)
- „Lehre von den politischen Parteien“ (1844), Zürich, Verlag Chr. Beyel, von Theodor Rohmer
- „Meinungsäußerung gegen den Ultramontanismus“ (1846), München, von Theodor Rohmer
- „Denkschrift über den politischen Einfluss der ultramontanen Partei in Bayern, vom Jahr 1838 bis zum Ende des Landtags 1846“ (1846), Stuttgart, Metzler’sche Buchhandlung, von Theodor Rohmer
- „Der vierte Stand und die Monarchie. Ein Sendschreiben an Friedrich Rohmer nebst Gednken über die deutsche Reichsverfassung“ (1848), Stuttgart, Paul Neff, von Theodor Rohmer
- „Documentarischer Abriß der Geschichte der liberal-conservativen Politik von 1842–47“ (als Manuscript 1848), von Theodor Rohmer